# Hydrometra martini
Hydrometra martini är en insektsart som beskrevs av George Willis Kirkaldy 1900. Hydrometra martini ingår i släktet Hydrometra och familjen vattenmätare. Inga underarter finns listade i Catalogue of Life.